# M901
Das M901 ITV (ITV steht für Improved TOW Vehicle) ist ein in den 1970er-Jahren in den Vereinigten Staaten entwickeltes Panzerabwehr-Fahrzeug auf Basis eines modifizierten M113A1-Chassis, welches TOW-Panzerabwehrraketen aus US-amerikanischer Produktion nutzt. Entwickelt wurde das System vom US-Mischkonzern Emerson Electric Company.

## Entstehungsgeschichte
Der M901, der im Jahr 1978 in den Dienst der US-Army trat, war als Antwort gegen die wachsende Zahl an Panzern des Warschauer Paktes in Osteuropa entwickelt worden. Der in diversen Einsätzen bewährte M113A1 wurde mit den im Jahr 1970 an die US-Streitkräfte ausgelieferten TOW-Panzerabwehrlenkwaffen ausgerüstet, welche eine hohe Trefferwahrscheinlichkeit (Probability of kill) bot. Der Gruppenführer hatte mit seinem Periskop einen Sichtbereich von 270°. Das absenkbare Turmstartgerät ist tag- und nachtkampffähig. Es hat einen Seitenrichtbereich von 360° und einen Höhenrichtbereich von +35° bis −30°. Der M27-Turm mit dem charakteristischen „Hammerhead“-Aufsatz (Startsystem M220) beinhaltet die beiden TOW-Startrohre, die manuell geladen werden müssen. Der mitgeführte Munitionsvorrat beträgt insgesamt 12 Flugkörper, davon sind zehn im Panzer verstaut und zwei in den Startrohren. Prinzipiell können alle TOW-Varianten verwendet werden. Die Bekämpfungsreichweite beläuft sich bei der Version TOW-2B auf 4500 m. Als Sekundärbewaffnung steht ein 7,62-mm-Maschinengewehr zur Verfügung. Der Panzerzerstörer ist mit einem Wärmebildgerät und einem Laserentfernungsmesser ausgestattet.
Die Produktion lief von 1977 bis 1998. In diesem Zeitraum wurden 3315 Einheiten für die US-Army und andere Streitkräfte hergestellt. Der M901 ITV wurde von mehreren NATO-Staaten und Ländern des Nahen Ostens beschafft. Die größten Betreiber sind derzeit Ägypten und Griechenland, der bis dato letzte Käufer ist Thailand. In der US-Army erfolgte die Ausmusterung bereits nach 15 Jahren Dienstzeit zu Beginn der 1990er-Jahren. Und das obwohl mit dem M901 während Desert Storm mindestens 14 Abschüsse ohne Eigenverluste zu verzeichnen waren. Modernere Fahrzeuge wie der M2/M3 Bradley oder das M1134 ATGM ersetzten den M901.

## Varianten
- M901: Verwendung des Startsystems M220A1 TOW.
- M901A1: Verwendung des Startsystems M220A2 TOW 2.
- M901A3: Verwendung des Startsystems M220A2 TOW 2 auf Basis des M113A3.

## Nutzer

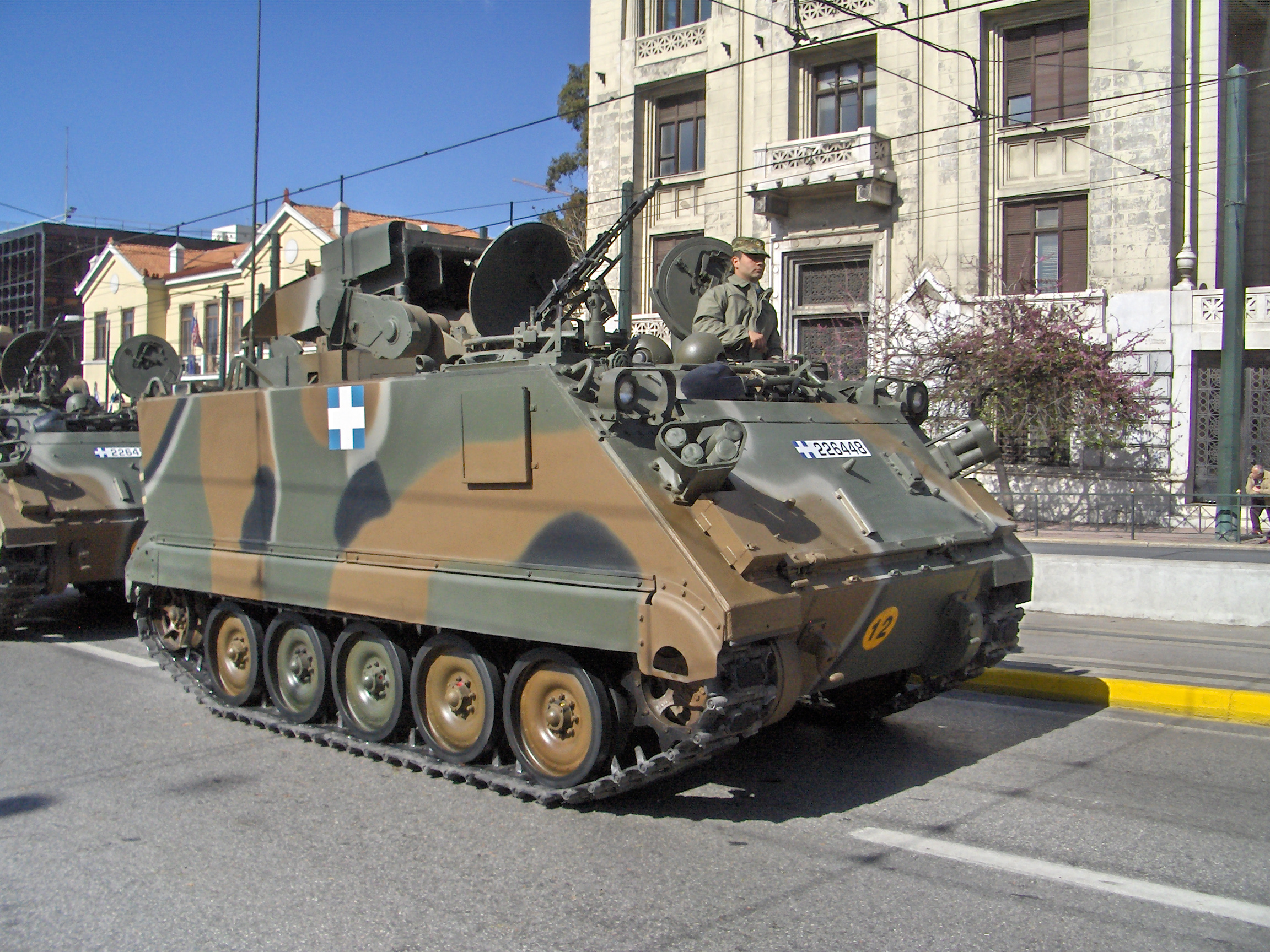
Griechischer M901 ITV im Jahr 2008

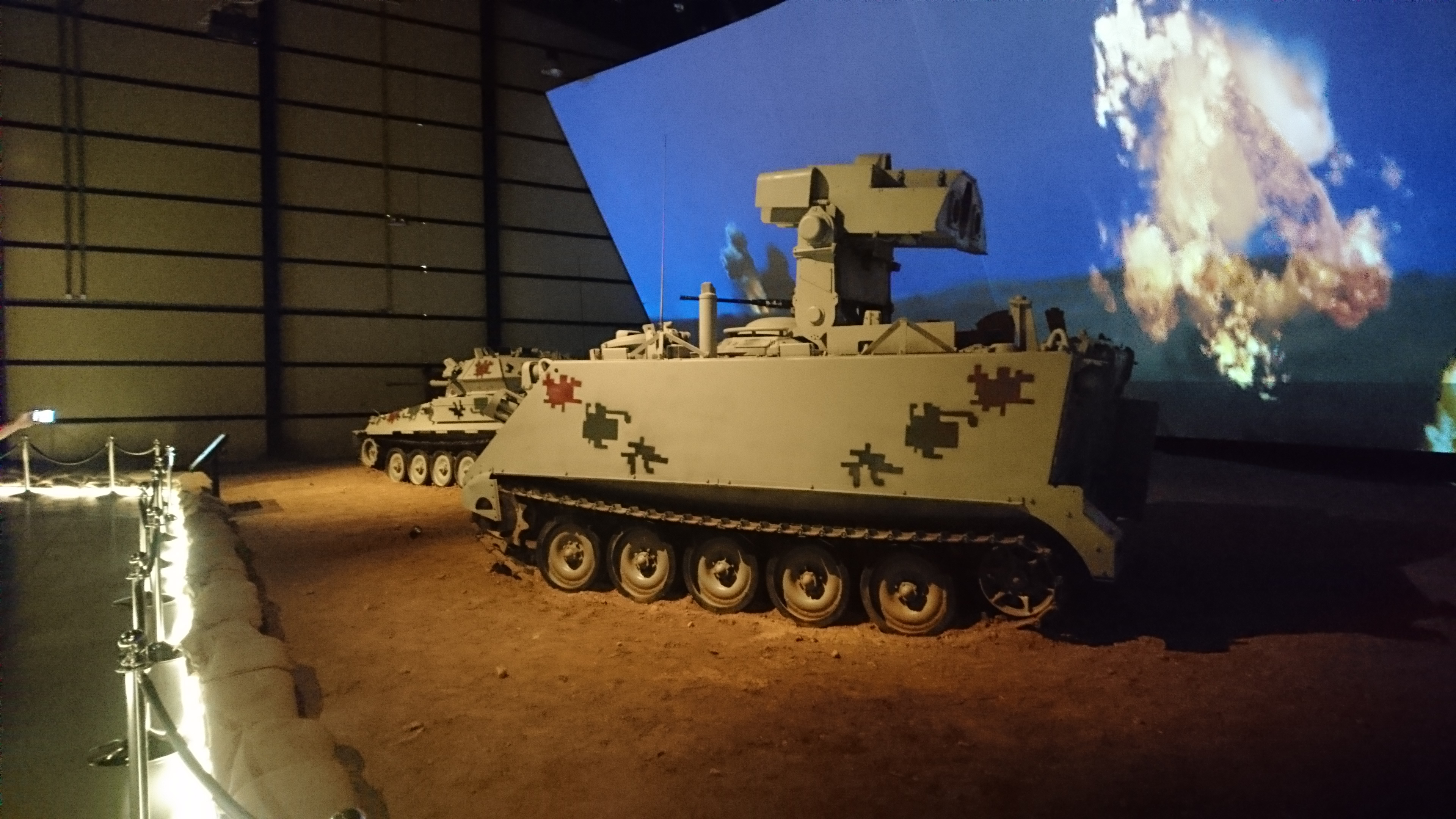
Jordanischer M901 ITV im königlichen Panzermuseum in Amman

- Bahrain: 38 Einheiten (gebraucht) im Jahr 2000 erhalten.[4]
- Ägypten: 52 Einheiten im Jahr 1983 und 130 gebrauchte Fahrzeuge 1995 erhalten.[4]
- Griechenland: 24 Einheiten im Jahr 1986 und 160 gebrauchte Fahrzeuge 1995/1996 erhalten.[4]
- Israel: 450 Einheiten (gebraucht) im Jahr 1995 erhalten.[4]
- Jordanien: 50 Einheiten im Jahr 1980 und 23 gebrauchte Fahrzeuge 2000 erhalten.[4]
- Kuwait: 56 Einheiten im Jahr 1985 mit 4840 BGM-71C-I-TOW-Raketen erhalten.[4] Im Zweiten Golfkrieg sollen einige M901 von der irakischen Armee erbeutet worden sein.[5]
- Marokko: 23 gebrauchte Einheiten im Jahr 1999 erhalten.[4]
- Norwegen: 126 Einheiten im Jahr 1996 erhalten, vor Ort umgebaut.[4]
- Pakistan: 24 Einheiten im Jahr 1985 erhalten.[4]
- Portugal: 25 gebrauchte Einheiten im Jahr 1994 erhalten.[4]
- Thailand: 18 Einheiten im Jahr 1997 erhalten.[4]
- Vereinigte Staaten: Anfang der 1990er-Jahre ausgemustert und größtenteils an andere Staaten verkauft oder an Museen abgegeben.[3]